# Melcha suffita
Melcha suffita là một loài tò vò trong họ Ichneumonidae.